# Scorpaenopsis lactomaculata
Scorpaenopsis lactomaculata és una espècie de peix pertanyent a la família dels escorpènids.

## Descripció
- Fa 28 cm de llargària màxima.[5][6]

## Hàbitat
És un peix marí, demersal i de clima subtropical.

## Distribució geogràfica
Es troba a l'oceà Índic: Bahrain, Kuwait, Oman, Qatar, Aràbia Saudita i els Emirats Àrabs Units.

## Observacions
És verinós per als humans.